# 1398
Portal Geschichte | Portal Biografien | Aktuelle Ereignisse | Jahreskalender | Tagesartikel

◄ |
13. Jahrhundert |
14. Jahrhundert
| 15. Jahrhundert | ►

◄ |
1360er |
1370er |
1380er |
1390er
| 1400er | 1410er | 1420er | ►

◄◄ |
◄ |
1394 |
1395 |
1396 |
1397 |
1398
| 1399 | 1400 | 1401 | 1402 | ► | ►►
Staatsoberhäupter  · Nekrolog
| Januar | Januar | Januar | Januar | Januar | Januar | Januar | Januar |
| Kw     | Mo     | Di     | Mi     | Do     | Fr     | Sa     | So     |
| 1      |        | 1      | 2      | 3      | 4      | 5      | 6      |
| 2      | 7      | 8      | 9      | 10     | 11     | 12     | 13     |
| 3      | 14     | 15     | 16     | 17     | 18     | 19     | 20     |
| 4      | 21     | 22     | 23     | 24     | 25     | 26     | 27     |
| 5      | 28     | 29     | 30     | 31     |        |        |        |
| ------ | ------ | ------ | ------ | ------ | ------ | ------ | ------ |

| Februar | Februar | Februar | Februar | Februar | Februar | Februar | Februar |
| Kw      | Mo      | Di      | Mi      | Do      | Fr      | Sa      | So      |
| 5       |         |         |         |         | 1       | 2       | 3       |
| 6       | 4       | 5       | 6       | 7       | 8       | 9       | 10      |
| 7       | 11      | 12      | 13      | 14      | 15      | 16      | 17      |
| 8       | 18      | 19      | 20      | 21      | 22      | 23      | 24      |
| 9       | 25      | 26      | 27      | 28      |         |         |         |
| ------- | ------- | ------- | ------- | ------- | ------- | ------- | ------- |

| März | März | März | März | März | März | März | März |
| Kw   | Mo   | Di   | Mi   | Do   | Fr   | Sa   | So   |
| 9    |      |      |      |      | 1    | 2    | 3    |
| 10   | 4    | 5    | 6    | 7    | 8    | 9    | 10   |
| 11   | 11   | 12   | 13   | 14   | 15   | 16   | 17   |
| 12   | 18   | 19   | 20   | 21   | 22   | 23   | 24   |
| 13   | 25   | 26   | 27   | 28   | 29   | 30   | 31   |
| ---- | ---- | ---- | ---- | ---- | ---- | ---- | ---- |

| April | April | April | April | April | April | April | April |
| Kw    | Mo    | Di    | Mi    | Do    | Fr    | Sa    | So    |
| 14    | 1     | 2     | 3     | 4     | 5     | 6     | 7     |
| 15    | 8     | 9     | 10    | 11    | 12    | 13    | 14    |
| 16    | 15    | 16    | 17    | 18    | 19    | 20    | 21    |
| 17    | 22    | 23    | 24    | 25    | 26    | 27    | 28    |
| 18    | 29    | 30    |       |       |       |       |       |
| ----- | ----- | ----- | ----- | ----- | ----- | ----- | ----- |

| Mai | Mai | Mai | Mai | Mai | Mai | Mai | Mai |
| Kw  | Mo  | Di  | Mi  | Do  | Fr  | Sa  | So  |
| 18  |     |     | 1   | 2   | 3   | 4   | 5   |
| 19  | 6   | 7   | 8   | 9   | 10  | 11  | 12  |
| 20  | 13  | 14  | 15  | 16  | 17  | 18  | 19  |
| 21  | 20  | 21  | 22  | 23  | 24  | 25  | 26  |
| 22  | 27  | 28  | 29  | 30  | 31  |     |     |
| --- | --- | --- | --- | --- | --- | --- | --- |

| Juni | Juni | Juni | Juni | Juni | Juni | Juni | Juni |
| Kw   | Mo   | Di   | Mi   | Do   | Fr   | Sa   | So   |
| 22   |      |      |      |      |      | 1    | 2    |
| 23   | 3    | 4    | 5    | 6    | 7    | 8    | 9    |
| 24   | 10   | 11   | 12   | 13   | 14   | 15   | 16   |
| 25   | 17   | 18   | 19   | 20   | 21   | 22   | 23   |
| 26   | 24   | 25   | 26   | 27   | 28   | 29   | 30   |
| ---- | ---- | ---- | ---- | ---- | ---- | ---- | ---- |

| Juli | Juli | Juli | Juli | Juli | Juli | Juli | Juli |
| Kw   | Mo   | Di   | Mi   | Do   | Fr   | Sa   | So   |
| 27   | 1    | 2    | 3    | 4    | 5    | 6    | 7    |
| 28   | 8    | 9    | 10   | 11   | 12   | 13   | 14   |
| 29   | 15   | 16   | 17   | 18   | 19   | 20   | 21   |
| 30   | 22   | 23   | 24   | 25   | 26   | 27   | 28   |
| 31   | 29   | 30   | 31   |      |      |      |      |
| ---- | ---- | ---- | ---- | ---- | ---- | ---- | ---- |

| August | August | August | August | August | August | August | August |
| Kw     | Mo     | Di     | Mi     | Do     | Fr     | Sa     | So     |
| 31     |        |        |        | 1      | 2      | 3      | 4      |
| 32     | 5      | 6      | 7      | 8      | 9      | 10     | 11     |
| 33     | 12     | 13     | 14     | 15     | 16     | 17     | 18     |
| 34     | 19     | 20     | 21     | 22     | 23     | 24     | 25     |
| 35     | 26     | 27     | 28     | 29     | 30     | 31     |        |
| ------ | ------ | ------ | ------ | ------ | ------ | ------ | ------ |

| September | September | September | September | September | September | September | September |
| Kw        | Mo        | Di        | Mi        | Do        | Fr        | Sa        | So        |
| 35        |           |           |           |           |           |           | 1         |
| 36        | 2         | 3         | 4         | 5         | 6         | 7         | 8         |
| 37        | 9         | 10        | 11        | 12        | 13        | 14        | 15        |
| 38        | 16        | 17        | 18        | 19        | 20        | 21        | 22        |
| 39        | 23        | 24        | 25        | 26        | 27        | 28        | 29        |
| 40        | 30        |           |           |           |           |           |           |
| --------- | --------- | --------- | --------- | --------- | --------- | --------- | --------- |

| Oktober | Oktober | Oktober | Oktober | Oktober | Oktober | Oktober | Oktober |
| Kw      | Mo      | Di      | Mi      | Do      | Fr      | Sa      | So      |
| 40      |         | 1       | 2       | 3       | 4       | 5       | 6       |
| 41      | 7       | 8       | 9       | 10      | 11      | 12      | 13      |
| 42      | 14      | 15      | 16      | 17      | 18      | 19      | 20      |
| 43      | 21      | 22      | 23      | 24      | 25      | 26      | 27      |
| 44      | 28      | 29      | 30      | 31      |         |         |         |
| ------- | ------- | ------- | ------- | ------- | ------- | ------- | ------- |

| November | November | November | November | November | November | November | November |
| Kw       | Mo       | Di       | Mi       | Do       | Fr       | Sa       | So       |
| 44       |          |          |          |          | 1        | 2        | 3        |
| 45       | 4        | 5        | 6        | 7        | 8        | 9        | 10       |
| 46       | 11       | 12       | 13       | 14       | 15       | 16       | 17       |
| 47       | 18       | 19       | 20       | 21       | 22       | 23       | 24       |
| 48       | 25       | 26       | 27       | 28       | 29       | 30       |          |
| -------- | -------- | -------- | -------- | -------- | -------- | -------- | -------- |

| Dezember | Dezember | Dezember | Dezember | Dezember | Dezember | Dezember | Dezember |
| Kw       | Mo       | Di       | Mi       | Do       | Fr       | Sa       | So       |
| 48       |          |          |          |          |          |          | 1        |
| 49       | 2        | 3        | 4        | 5        | 6        | 7        | 8        |
| 50       | 9        | 10       | 11       | 12       | 13       | 14       | 15       |
| 51       | 16       | 17       | 18       | 19       | 20       | 21       | 22       |
| 52       | 23       | 24       | 25       | 26       | 27       | 28       | 29       |
| 1        | 30       | 31       |          |          |          |          |          |
| -------- | -------- | -------- | -------- | -------- | -------- | -------- | -------- |

| Januar | Januar | Januar | Januar | Januar | Januar | Januar | Januar |
| Kw     | Mo     | Di     | Mi     | Do     | Fr     | Sa     | So     |
| 1      |        | 1      | 2      | 3      | 4      | 5      | 6      |
| 2      | 7      | 8      | 9      | 10     | 11     | 12     | 13     |
| 3      | 14     | 15     | 16     | 17     | 18     | 19     | 20     |
| 4      | 21     | 22     | 23     | 24     | 25     | 26     | 27     |
| 5      | 28     | 29     | 30     | 31     |        |        |        |
| ------ | ------ | ------ | ------ | ------ | ------ | ------ | ------ |

| Februar | Februar | Februar | Februar | Februar | Februar | Februar | Februar |
| Kw      | Mo      | Di      | Mi      | Do      | Fr      | Sa      | So      |
| 5       |         |         |         |         | 1       | 2       | 3       |
| 6       | 4       | 5       | 6       | 7       | 8       | 9       | 10      |
| 7       | 11      | 12      | 13      | 14      | 15      | 16      | 17      |
| 8       | 18      | 19      | 20      | 21      | 22      | 23      | 24      |
| 9       | 25      | 26      | 27      | 28      |         |         |         |
| ------- | ------- | ------- | ------- | ------- | ------- | ------- | ------- |

| März | März | März | März | März | März | März | März |
| Kw   | Mo   | Di   | Mi   | Do   | Fr   | Sa   | So   |
| 9    |      |      |      |      | 1    | 2    | 3    |
| 10   | 4    | 5    | 6    | 7    | 8    | 9    | 10   |
| 11   | 11   | 12   | 13   | 14   | 15   | 16   | 17   |
| 12   | 18   | 19   | 20   | 21   | 22   | 23   | 24   |
| 13   | 25   | 26   | 27   | 28   | 29   | 30   | 31   |
| ---- | ---- | ---- | ---- | ---- | ---- | ---- | ---- |

| April | April | April | April | April | April | April | April |
| Kw    | Mo    | Di    | Mi    | Do    | Fr    | Sa    | So    |
| 14    | 1     | 2     | 3     | 4     | 5     | 6     | 7     |
| 15    | 8     | 9     | 10    | 11    | 12    | 13    | 14    |
| 16    | 15    | 16    | 17    | 18    | 19    | 20    | 21    |
| 17    | 22    | 23    | 24    | 25    | 26    | 27    | 28    |
| 18    | 29    | 30    |       |       |       |       |       |
| ----- | ----- | ----- | ----- | ----- | ----- | ----- | ----- |

| Mai | Mai | Mai | Mai | Mai | Mai | Mai | Mai |
| Kw  | Mo  | Di  | Mi  | Do  | Fr  | Sa  | So  |
| 18  |     |     | 1   | 2   | 3   | 4   | 5   |
| 19  | 6   | 7   | 8   | 9   | 10  | 11  | 12  |
| 20  | 13  | 14  | 15  | 16  | 17  | 18  | 19  |
| 21  | 20  | 21  | 22  | 23  | 24  | 25  | 26  |
| 22  | 27  | 28  | 29  | 30  | 31  |     |     |
| --- | --- | --- | --- | --- | --- | --- | --- |

| Juni | Juni | Juni | Juni | Juni | Juni | Juni | Juni |
| Kw   | Mo   | Di   | Mi   | Do   | Fr   | Sa   | So   |
| 22   |      |      |      |      |      | 1    | 2    |
| 23   | 3    | 4    | 5    | 6    | 7    | 8    | 9    |
| 24   | 10   | 11   | 12   | 13   | 14   | 15   | 16   |
| 25   | 17   | 18   | 19   | 20   | 21   | 22   | 23   |
| 26   | 24   | 25   | 26   | 27   | 28   | 29   | 30   |
| ---- | ---- | ---- | ---- | ---- | ---- | ---- | ---- |

| Juli | Juli | Juli | Juli | Juli | Juli | Juli | Juli |
| Kw   | Mo   | Di   | Mi   | Do   | Fr   | Sa   | So   |
| 27   | 1    | 2    | 3    | 4    | 5    | 6    | 7    |
| 28   | 8    | 9    | 10   | 11   | 12   | 13   | 14   |
| 29   | 15   | 16   | 17   | 18   | 19   | 20   | 21   |
| 30   | 22   | 23   | 24   | 25   | 26   | 27   | 28   |
| 31   | 29   | 30   | 31   |      |      |      |      |
| ---- | ---- | ---- | ---- | ---- | ---- | ---- | ---- |

| August | August | August | August | August | August | August | August |
| Kw     | Mo     | Di     | Mi     | Do     | Fr     | Sa     | So     |
| 31     |        |        |        | 1      | 2      | 3      | 4      |
| 32     | 5      | 6      | 7      | 8      | 9      | 10     | 11     |
| 33     | 12     | 13     | 14     | 15     | 16     | 17     | 18     |
| 34     | 19     | 20     | 21     | 22     | 23     | 24     | 25     |
| 35     | 26     | 27     | 28     | 29     | 30     | 31     |        |
| ------ | ------ | ------ | ------ | ------ | ------ | ------ | ------ |

| September | September | September | September | September | September | September | September |
| Kw        | Mo        | Di        | Mi        | Do        | Fr        | Sa        | So        |
| 35        |           |           |           |           |           |           | 1         |
| 36        | 2         | 3         | 4         | 5         | 6         | 7         | 8         |
| 37        | 9         | 10        | 11        | 12        | 13        | 14        | 15        |
| 38        | 16        | 17        | 18        | 19        | 20        | 21        | 22        |
| 39        | 23        | 24        | 25        | 26        | 27        | 28        | 29        |
| 40        | 30        |           |           |           |           |           |           |
| --------- | --------- | --------- | --------- | --------- | --------- | --------- | --------- |

| Oktober | Oktober | Oktober | Oktober | Oktober | Oktober | Oktober | Oktober |
| Kw      | Mo      | Di      | Mi      | Do      | Fr      | Sa      | So      |
| 40      |         | 1       | 2       | 3       | 4       | 5       | 6       |
| 41      | 7       | 8       | 9       | 10      | 11      | 12      | 13      |
| 42      | 14      | 15      | 16      | 17      | 18      | 19      | 20      |
| 43      | 21      | 22      | 23      | 24      | 25      | 26      | 27      |
| 44      | 28      | 29      | 30      | 31      |         |         |         |
| ------- | ------- | ------- | ------- | ------- | ------- | ------- | ------- |

| November | November | November | November | November | November | November | November |
| Kw       | Mo       | Di       | Mi       | Do       | Fr       | Sa       | So       |
| 44       |          |          |          |          | 1        | 2        | 3        |
| 45       | 4        | 5        | 6        | 7        | 8        | 9        | 10       |
| 46       | 11       | 12       | 13       | 14       | 15       | 16       | 17       |
| 47       | 18       | 19       | 20       | 21       | 22       | 23       | 24       |
| 48       | 25       | 26       | 27       | 28       | 29       | 30       |          |
| -------- | -------- | -------- | -------- | -------- | -------- | -------- | -------- |

| Dezember | Dezember | Dezember | Dezember | Dezember | Dezember | Dezember | Dezember |
| Kw       | Mo       | Di       | Mi       | Do       | Fr       | Sa       | So       |
| 48       |          |          |          |          |          |          | 1        |
| 49       | 2        | 3        | 4        | 5        | 6        | 7        | 8        |
| 50       | 9        | 10       | 11       | 12       | 13       | 14       | 15       |
| 51       | 16       | 17       | 18       | 19       | 20       | 21       | 22       |
| 52       | 23       | 24       | 25       | 26       | 27       | 28       | 29       |
| 1        | 30       | 31       |          |          |          |          |          |
| -------- | -------- | -------- | -------- | -------- | -------- | -------- | -------- |

## Ereignisse

### Politik und Weltgeschehen

#### Kaiserreich China
- 24. Juni: Nach dem Tod von Hongwu besteigt sein Enkel Jianwen den chinesischen Kaiserthron der Ming-Dynastie. Der junge Kaiser zieht sich die Feindschaft der Ming-Prinzen zu, als er durch Reichsreformen ihre Macht einschränken will. Anführer der Opposition wird sein Onkel Zhū Dì, der Prinz von Yan, nachdem der Kaiser ihm ausdrücklich verboten hat, an den Begräbnisfeierlichkeiten für seinen Vater teilzunehmen.

#### Timurs Feldzug gegen Indien
- März: Timur Lenk beginnt einen Feldzug gegen Indien.
- Dezember: Timur Lenk erobert Delhi und richtet unter der Bevölkerung ein Blutbad an.

#### Nord- und Osteuropa

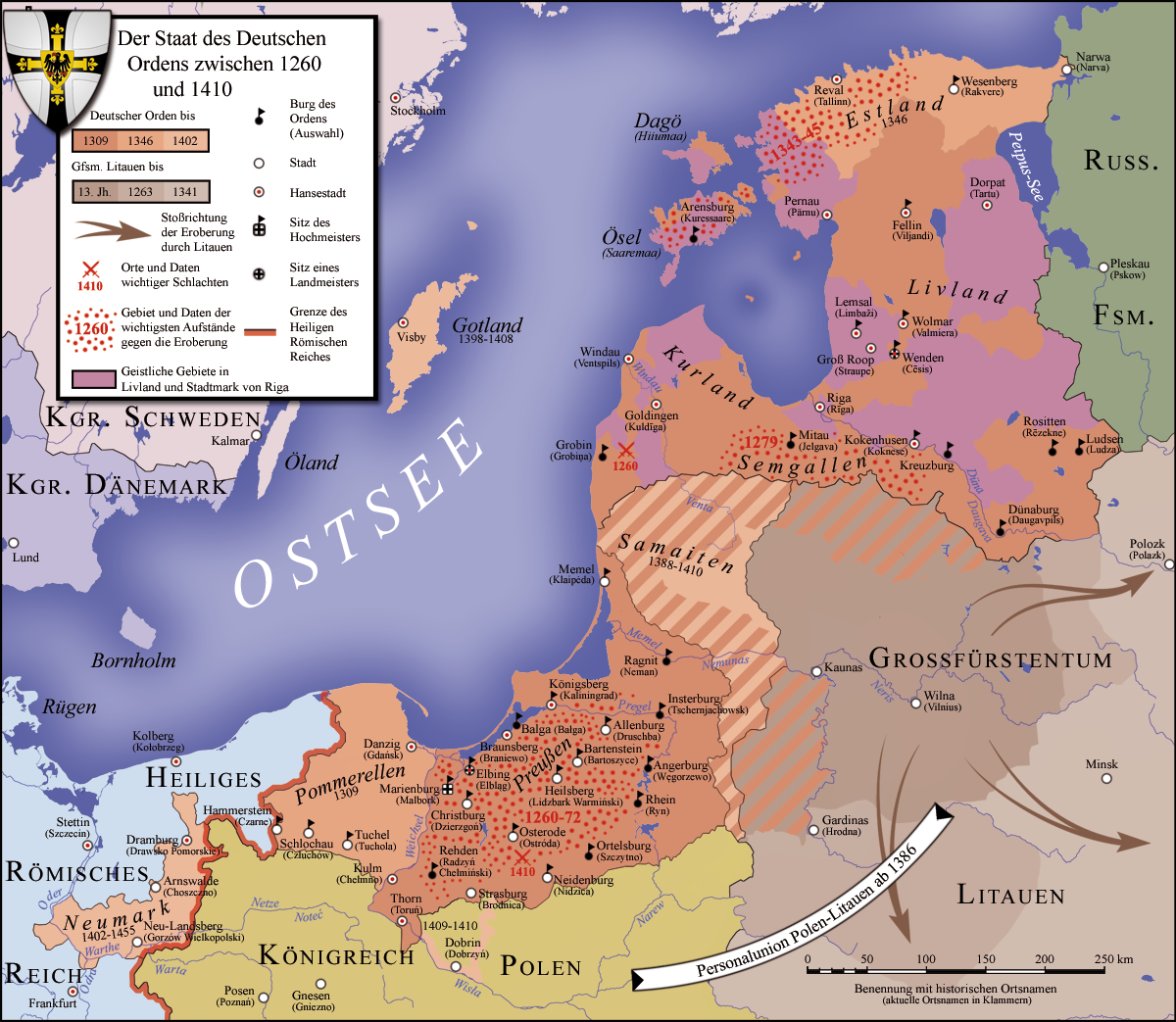
Der Deutschordensstaat und seine Grenzen zum Großfürstentum Litauen (braun) 1260–1410; Das im Vertrag von Salinwerder übereignete Schamaiten (Niederlitauen) wird blassrot schraffiert dargestellt

Mit dem Vertrag zu Salinwerder vom 12. Oktober schließen der Deutsche Orden und das Großfürstentum Litauen einen Friedens- und Grenzvertrag zur Beendigung ihrer Konflikte. In diesem Vertragswerk soll die über ein Jahrhundert andauernde kriegerische Auseinandersetzung zwischen den Kontrahenten dauerhaft beigelegt werden.
Repräsentiert durch den Hochmeister Konrad von Jungingen sowie den litauischen Großfürsten Vytautas, kommt es erstmals zu einem grundlegenden Konsens über das umstrittene Samogitien sowie freiem Handelsverkehr zwischen den bisher verfeindeten Staatsgebilden im Baltikum. Kernpunkt des Kontraktes bildet die vollständige Abtretung Samogitiens durch Vytautas an den Deutschen Orden. Der Vertrag erweist sich in den folgenden Jahren allerdings als äußerst brüchig.
- Der Deutsche Orden vertreibt die Vitalienbrüder von Gotland.

#### Heiliges Römisches Reich
- 6. Januar: Nach dem Tod von Ruprecht II. wird sein Sohn Ruprecht III. Pfalzgraf und Kurfürst von der Pfalz sowie Graf von Zweibrücken.
- 26. April: Mit dem Prozess der Kölner Bürgerschaft gegen den bergischen Ritter Goswin von Kemnate wegen Raubritterei beginnt die erste Kalkumer Fehde. Der Prozess endet ebenso wie der gegen Hermann von Goch am 4. Mai mit einem Todesurteil. Die Urteile werden am 7. Mai vollstreckt und beide Mitglieder der Adelsfamilie von Kalkum werden enthauptet. Wegen dieser Enthauptung wird der erste Fehdebrief von den Brüdern Zeris und Adolf von Kalkum sowie einigen weiteren Mitgliedern der Familie am 20. Dezember an die Kölner übergeben.

#### Weitere Ereignisse in Europa
- 9. September: Janus folgt seinem verstorbenen Vater Jakob I. als König von Zypern. Er wird damit zugleich Titularkönig von Armenien und von Jerusalem.
- Das irische Kloster Glendalough wird von englischen Truppen niedergebrannt.

#### Kleinasien
- Die Osmanen unter Bayezid I. erobern Manisa von den Saruchaniden und machen die Stadt zur Sultansresidenz.

#### Urkundliche Ersterwähnungen

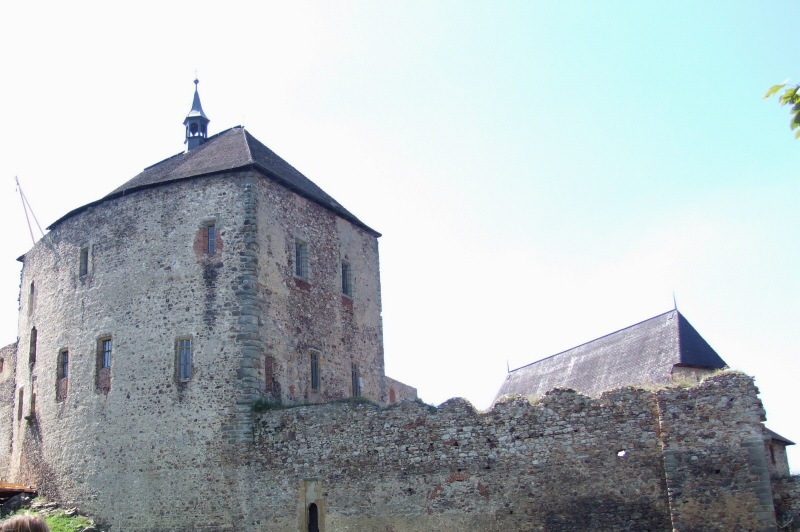
Burg Točník

- Die von König Wenzel IV. als Königsburg und persönlicher Amts- und Privatsitz errichtete Burg Točník in Točník im Okres Beroun in Böhmen wird erstmals in einer Urkunde erwähnt.
- Scheuren, die Nordseeinsel Spiekeroog, Souboz und Tenna werden zum ersten Mal urkundlich erwähnt.

### Wissenschaft und Technik
- Der älteste Kanal Deutschlands wird fertiggestellt, der Stecknitzkanal bei Mölln.

### Religion

#### Buddhismus
- Das Gyêgu-Kloster in Tibet wird gegründet.

#### Christentum

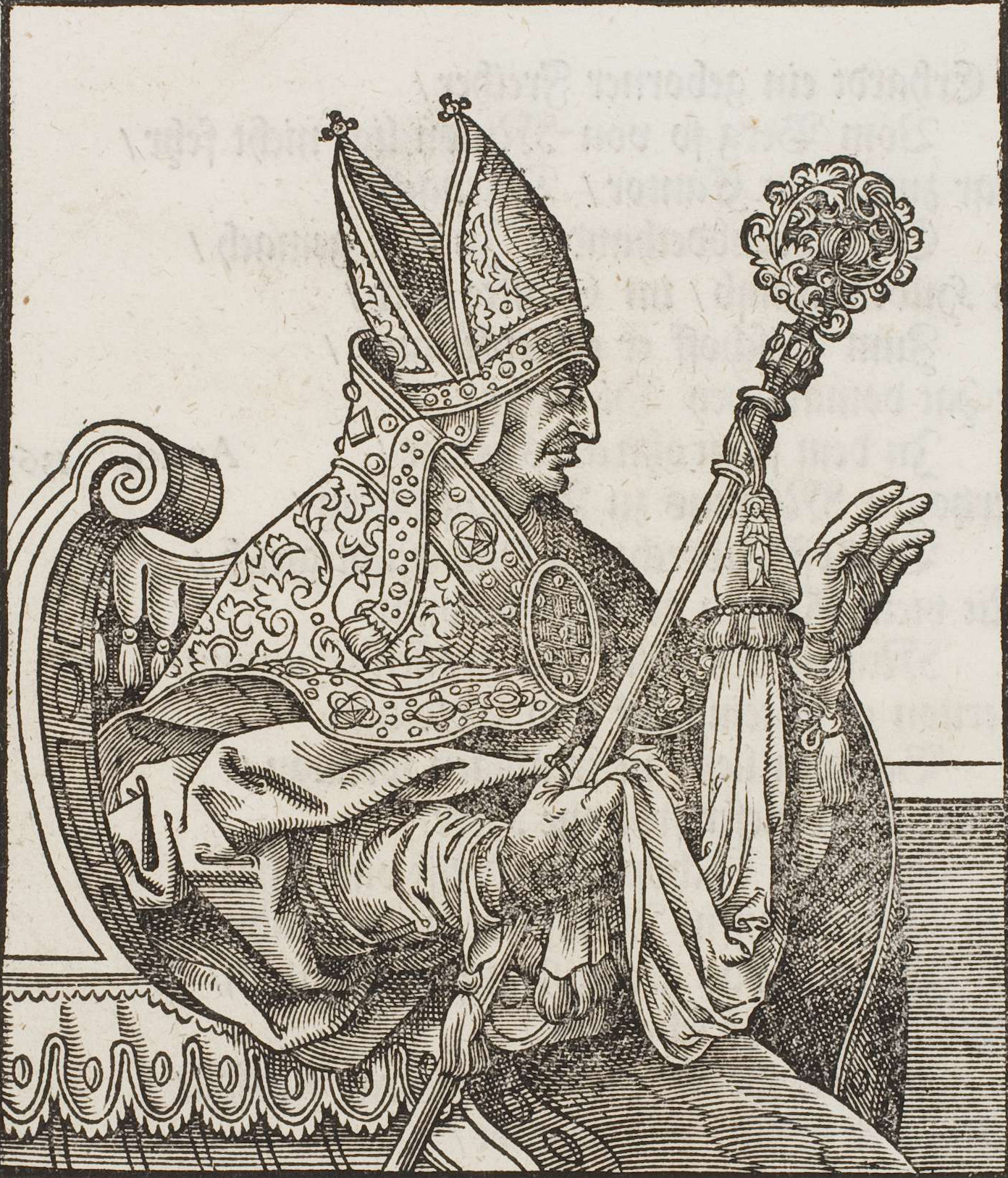
Johann von Hoya

- 15. November: Gerhard vom Berge, Fürstbischof von Hildesheim, stirbt. Als sein Nachfolger wird am 30. November Johann I. von Hoya, der bisherige Fürstbischof von Paderborn, postuliert.
- Im russischen Norden wird das Kloster Ferapontow vom Heiligen Ferapont gegründet.

## Geboren

### Geburtsdatum gesichert
- 25. Juli: Francesco Filelfo, italienischer Gelehrter und Humanist († 1481)
- 19. August: Iñigo López de Mendoza, spanischer Staatsmann und Dichter († 1458)
- 31. August: Jean de Valois, duc de Touraine, französischer Adeliger († 1417)

### Genaues Geburtsdatum unbekannt
- Ashikaga Mochiuji, hoher japanischer Beamter († 1439)
- Giuliano Cesarini der Ältere, italienischer Kanonist, Diplomat und Kardinal († 1444)
- Jakob Fugger der Ältere, Augsburger Webermeister, Ratsherr und Kaufmann, Stammvater des Geschlechts der Fugger von der Lilie († 1469)
- Diether von Gemmingen, badischer Landhofmeister († 1478)
- Carlo Marsuppini, italienischer Humanist und Staatsmann († 1453)
- Alfonso Martínez de Toledo, kastilischer Schriftsteller, Domherr von Toledo und Erzpriester von Talavera († 1470)
- Meinhard von Neuhaus, Führer der gemäßigten Utraquisten und Oberstburggraf von Böhmen († 1449)
- Benedetto Reguardati, italienischer Arzt († 1469)

### Geboren um 1398
- William Douglas, schottischer Adeliger († 1437)
- Heinrich von Hewen, Bischof von Konstanz und Apostolischer Administrator von Chur († 1462)
- Wartislaw, pommernscher Prinz († 1414/1415)

## Gestorben

### Erstes Halbjahr
- 6. Januar: Ruprecht II., Kurfürst von der Pfalz und Graf von Zweibrücken (* 1325)
- 21. Januar: Friedrich V., Burggraf von Nürnberg aus dem Haus Hohenzollern (* um 1333)
- 26. Januar: Hilger Quattermart von der Stesse, Kölner Bürgermeister und Diplomat (* um 1340)
- 27. Januar: Gerhard III., Bischof von Minden (* um 1360)
- 31. Januar: Sukō, japanischer Kaiser am Nordhof (* 1334)
- 1. Februar: Otto III. von Schalksberg, Bischof von Minden
- 14. März: Dietrich II., Graf von der Mark, Vogt über Werden und Essen (* 1374)
- 2. Mai: Dietrich III. von Limburg-Styrum, deutscher Adeliger, Graf von Limburg und Herr von Styrum (* um 1347)
- 7. Mai: Hermann von Goch, bergischer Adeliger, Kleriker und Geschäftsmann in Köln, wegen Raubritterei enthauptet
- 5. Juni: Antoniotto Adorno, Doge der Republik Genua (* um 1340)
- 15. Juni: Margaret de Vere, englische Adelige
- 24. Juni: Hongwu (朱元璋), Kaiser von China, Gründer der Ming-Dynastie (* 1328)

### Zweites Halbjahr
- 6. Juli: Giovannino de’ Grassi, italienischer Maler, Buchmaler, Bildhauer und Baumeister (* zwischen 1340 und 1350)
- 20. Juli: Roger Mortimer, englischer Adeliger (* 1374)
- 26. August: Jeong Do-jeon, koreanischer Politiker der Goryeo-Dynastie und Joseon-Dynastie, neokonfuzianischer Philosoph und Schriftsteller (* 1337)
- 28. August: Otto von Diemeringen, elsässischer Domherr und Übersetzer
- 6. September: John de Clinton, englischer Adeliger und Politiker (* um 1325)
- 9. September: Jakob I., König von Zypern, Titularkönig von Jerusalem und von Kleinarmenien (* 1334)
- 13. September: Heinrich VI. von Walsee, Landeshauptmann

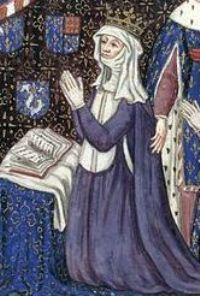
Blanka von Navarra

- 5. Oktober: Blanka von Navarra, Königin von Frankreich (* um 1331)
- 15. November: Gerhard vom Berge, Fürstbischof von Verden und Hildesheim
- 4. Dezember: Gerard Zerbold van Zutphen, niederländischer Theologe und Schriftsteller (* 1367)
- 12. Dezember: Heinrich VII., Herzog von Liegnitz, Bistumsadministrator von Breslau und Bischof von Leslau in Kujawien (* 1355)
- 30. Dezember: Johann III., Graf von Sponheim (* um 1315)

### Genaues Todesdatum unbekannt
- August: Mathieu, Vizegraf von Castelbon und Graf von Foix, Vizegraf von Béarn, Marsan und Lautrec sowie Co-Herr von Andorra (* nach 1363)
- Guy de Dammartin, französischer Architekt und Bildhauer (* 1340/1345)
- Dirslaus von Schwenkfeld, Dominikaner und Weihbischof in Breslau
- Emond von Engelsdorf, Erbkämmerer des Herzogtums Luxemburg (* 1330)
- Heinrich III. von Neuhaus, höchster Burggraf von Böhmen
- Kadi Burhan al-Din, Wesir und Atabeg der Herrscher des anatolischen Beyliks Eretna und aserbaidschanischer Dichter (* 1345)
- Ludwig I., Herzog von Liegnitz, Brieg, Lüben und Ohlau (* zwischen 1313 und 1321)
- Ofusato, Gründer und erster König des Königreichs Nanzan auf Okinawa
- Hugues de la Roche, Marschall des Päpstlichen Hofes
- Simon von Solms, Domherr in Münster und Domdechant in Köln